# Scabieuse colombaire
Scabiosa columbaria
Espèce
Classification phylogénétique
La scabieuse colombaire (Scabiosa columbaria) est une espèce de plantes herbacées vivaces de la famille des Dipsacaceae selon la classification classique de Cronquist (1981), de la famille des Caprifoliacées selon la classification phylogénétique.
Elle est originaire d'Europe, d'Asie tempérée ainsi que d'Algérie et du Maroc.

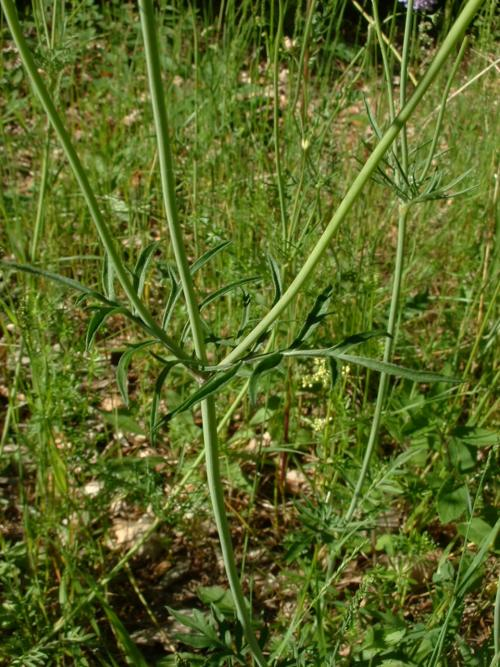
Scabieuse colombaire (feuilles caulinaires)

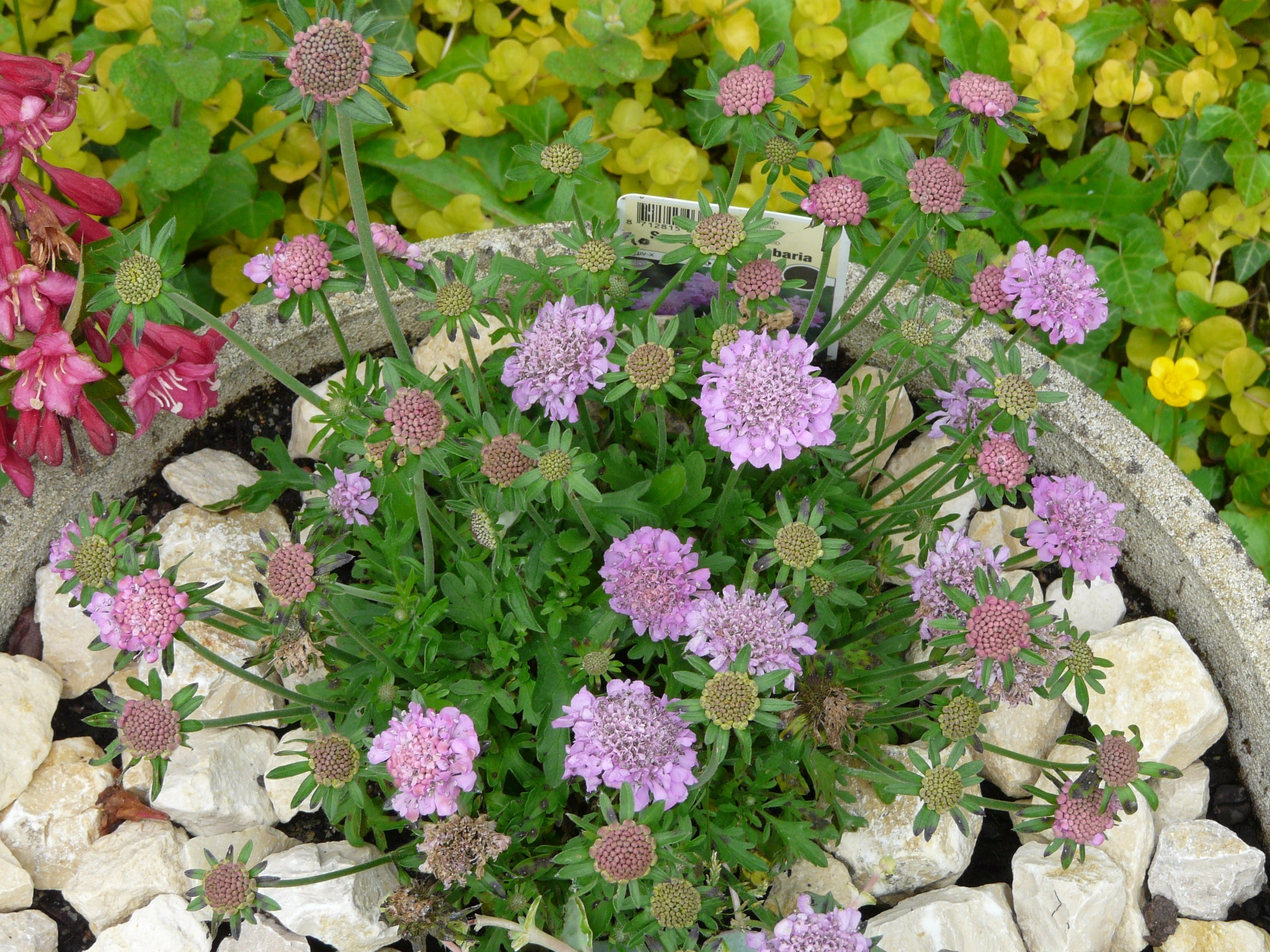
Scabieuse colombaire (feuilles caulinaires)